# نیوا نوبوهیده
نیوا نوبوهیده (به ژاپنی: 丹羽 信英 にわのぶひで); تولد ۱۷۲۶ - مرگ ۱۰ ژوئن ۱۷۹۱ میلادی، هفتمین مربی هنرهای رزمی نیتن ایچی-ریو و نویسنده کتاب زندگینامه هیوهو سنشی، زندگینامه میاموتو موساشی است که در سال ۱۷۸۲ نوشته شده است.